# Cuvette congolaise

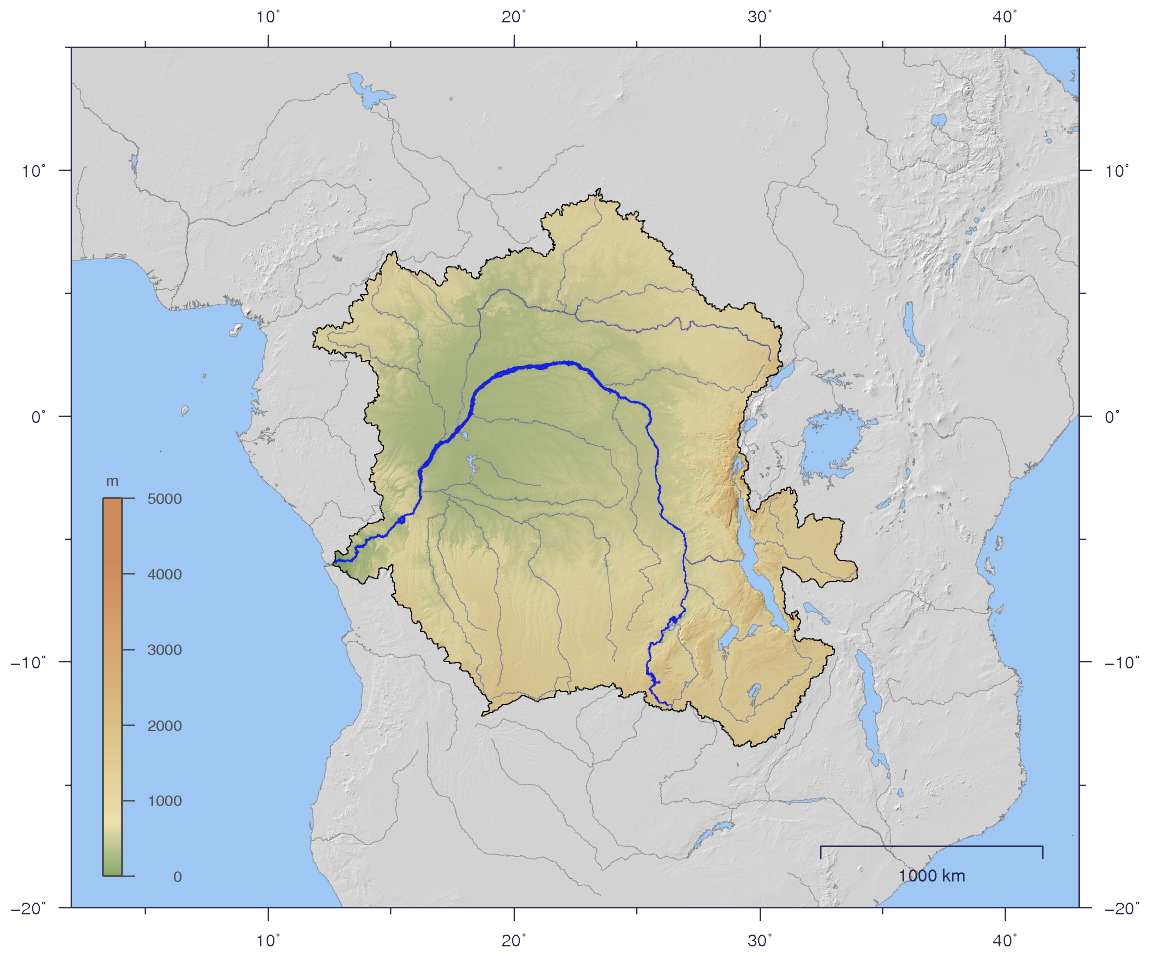
Carte topographique du bassin du Congo. La cuvette centrale figure en vert.

La Cuvette congolaise, également appelée cuvette centrale en république démocratique du Congo ou encore Bassin du Congo est une vaste plaine du nord-est de la République du Congo et du nord-ouest de la république démocratique du Congo, en Afrique Centrale. Elle est traversée par le fleuve Congo et par la ligne de l'Équateur.

## Géographie physique
La cuvette congolaise est une dépression d'environ 1 000 000 km2 située en plein centre de l'Afrique. Elle correspond à la partie centre-nord du bassin versant du Congo. Géologiquement, c'est une région sédimentaire limitée par des massifs granitiques à l'ouest (Gabon), au Sud (Kasaï) et à l'Est (Kivu). L'altitude moyenne est d'environ 400 m.
Le fleuve Congo y effectue une grande boucle en coulant vers le Nord, l'Ouest puis le Sud où il reçoit son principal affluent l'Oubangui. Il sort ensuite de la cuvette en traversant au niveau de Kinshasa les monts de Cristal qui séparent la Cuvette centrale de l'Océan Atlantique.

## Écologie

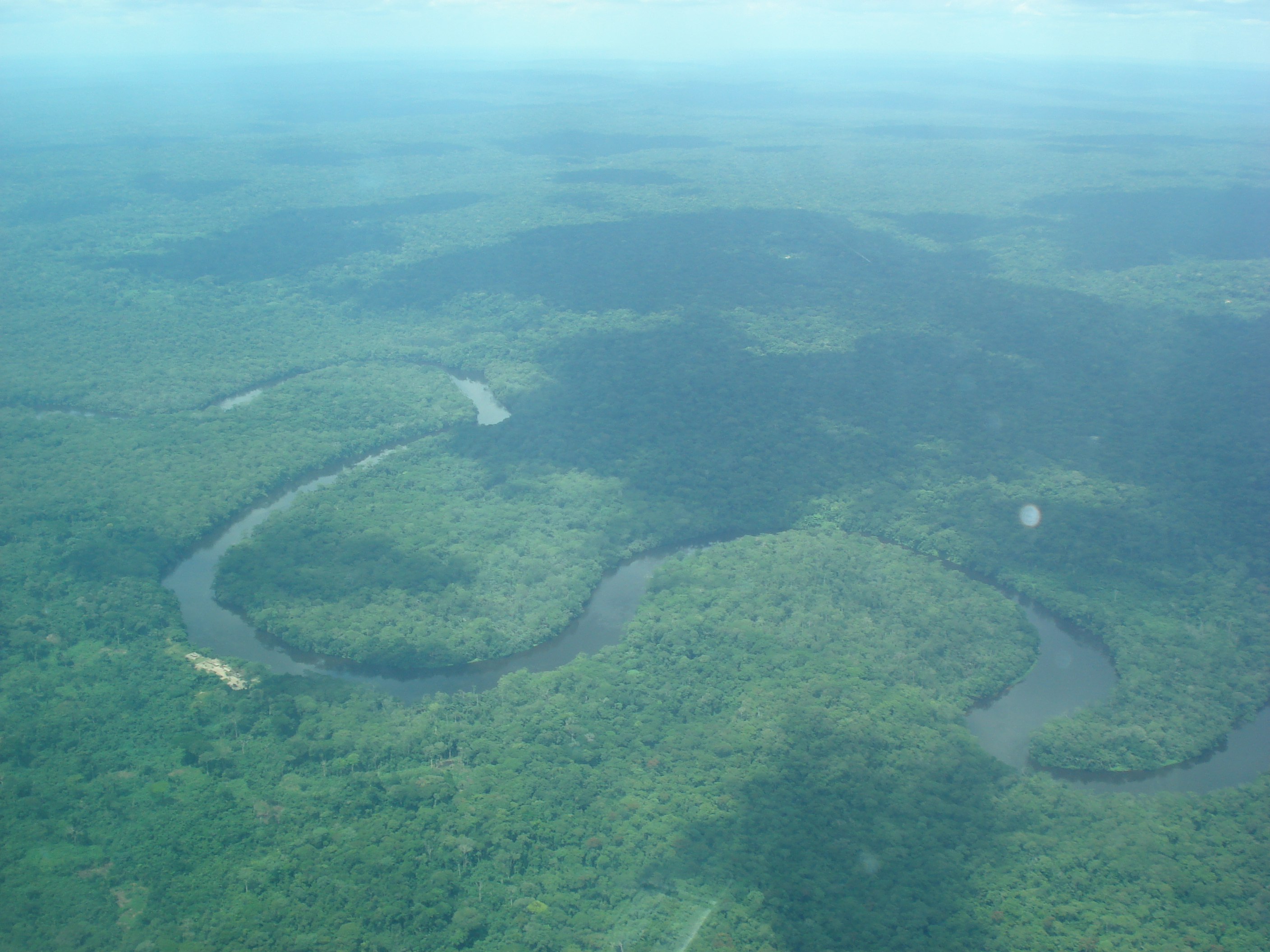
La rivière Lukenye dans les forêts de plaine la cuvette en République démocratique du Congo.

Les pluies abondantes rendent possible le développement des forêts tropicales humides qui forment la partie centrale de la forêt du bassin du Congo, le deuxième massif forestier tropical au monde après l'Amazonie. Ces écosystèmes sont encore en grande partie intacts, mais peu documentés. On y trouve des bonobos,, des éléphants de forêt, et des gorilles.

## Géographie humaine
Parmi les peuples de la région, on compte les Mbochi, les Mongo, les Ngombe et les Batswa ou Baka.

## Administration
La Cuvette a donné son nom aux départements de la Cuvette et de la Cuvette-Ouest en République du Congo, et à l'ancienne province de la Cuvette-Centrale en République démocratique du Congo.